# Pieter Dirkszoon Keyser
Pieter Dirkszoon Keyser (1540 – září 1596) byl holandský mořeplavec. Pojmenoval společně s Frederickem de Houtmanem 12 souhvězdí na jižní polokouli. První plavecké zkušenosti získal při plavbách do Brazílie. Poté studoval u Petra Placia astronomii jižní oblohy, čehož využil při první holandské plavbě do Východní Indie. Až do Indie sice nedoplul, ale poté, co se museli zastavit pro zásoby na Madagaskaru a nějaký čas se zde zdržet, provedl mnohá pozorování, ze kterých vytvořil Petrus Plancius dvanáct novvých souhvězdí.
Je po něm pojmenována planetka Pietkeyser (10655).